# Selección de fútbol de Etiopía
La selección de fútbol de Etiopía es el equipo representativo del país en las competiciones oficiales. Su organización está a cargo de la Federación Etíope de Fútbol, perteneciente a la CAF. Fue una de las tres selecciones que participaron en la primera Copa Africana de Naciones de 1957 junto a Sudán y Egipto.
Ganaron la Copa Africana de Naciones 1962 siendo los anfitriones. Pero desde esa época no pudo mantener el nivel. En categorías menores, Etiopía jugó la Copa Mundial de Fútbol Sub-20 de 2001, celebrada en Argentina, quedando eliminada en la primera fase.

## Estadísticas

### Copa Mundial de Fútbol
| Copa Mundial de Fútbol | Copa Mundial de Fútbol         | Copa Mundial de Fútbol         | Copa Mundial de Fútbol         | Copa Mundial de Fútbol         | Copa Mundial de Fútbol         | Copa Mundial de Fútbol         | Copa Mundial de Fútbol         |
| Año                    | Ronda                          | J                              | G                              | E                              | P                              | GF                             | GC                             |
| ---------------------- | ------------------------------ | ------------------------------ | ------------------------------ | ------------------------------ | ------------------------------ | ------------------------------ | ------------------------------ |
| 1930                   | No existía la selección        | No existía la selección        | No existía la selección        | No existía la selección        | No existía la selección        | No existía la selección        | No existía la selección        |
| 1934                   | No existía la selección        | No existía la selección        | No existía la selección        | No existía la selección        | No existía la selección        | No existía la selección        | No existía la selección        |
| 1938                   | No existía la selección        | No existía la selección        | No existía la selección        | No existía la selección        | No existía la selección        | No existía la selección        | No existía la selección        |
| 1950                   | No participó                   | No participó                   | No participó                   | No participó                   | No participó                   | No participó                   | No participó                   |
| 1954                   | No participó                   | No participó                   | No participó                   | No participó                   | No participó                   | No participó                   | No participó                   |
| 1958                   | Ingreso no deseado por la FIFA | Ingreso no deseado por la FIFA | Ingreso no deseado por la FIFA | Ingreso no deseado por la FIFA | Ingreso no deseado por la FIFA | Ingreso no deseado por la FIFA | Ingreso no deseado por la FIFA |
| 1962                   | No clasificó                   | No clasificó                   | No clasificó                   | No clasificó                   | No clasificó                   | No clasificó                   | No clasificó                   |
| 1966                   | No participó                   | No participó                   | No participó                   | No participó                   | No participó                   | No participó                   | No participó                   |
| 1970                   | No clasificó                   | No clasificó                   | No clasificó                   | No clasificó                   | No clasificó                   | No clasificó                   | No clasificó                   |
| 1974                   | No clasificó                   | No clasificó                   | No clasificó                   | No clasificó                   | No clasificó                   | No clasificó                   | No clasificó                   |
| 1978                   | No clasificó                   | No clasificó                   | No clasificó                   | No clasificó                   | No clasificó                   | No clasificó                   | No clasificó                   |
| 1982                   | No clasificó                   | No clasificó                   | No clasificó                   | No clasificó                   | No clasificó                   | No clasificó                   | No clasificó                   |
| 1986                   | No clasificó                   | No clasificó                   | No clasificó                   | No clasificó                   | No clasificó                   | No clasificó                   | No clasificó                   |
| 1990                   | No participó                   | No participó                   | No participó                   | No participó                   | No participó                   | No participó                   | No participó                   |
| 1994                   | No clasificó                   | No clasificó                   | No clasificó                   | No clasificó                   | No clasificó                   | No clasificó                   | No clasificó                   |
| 1998                   | No participó                   | No participó                   | No participó                   | No participó                   | No participó                   | No participó                   | No participó                   |
| 2002                   | No clasificó                   | No clasificó                   | No clasificó                   | No clasificó                   | No clasificó                   | No clasificó                   | No clasificó                   |
| 2006                   | No clasificó                   | No clasificó                   | No clasificó                   | No clasificó                   | No clasificó                   | No clasificó                   | No clasificó                   |
| 2010                   | Descalificado                  | Descalificado                  | Descalificado                  | Descalificado                  | Descalificado                  | Descalificado                  | Descalificado                  |
| 2014                   | No clasificó                   | No clasificó                   | No clasificó                   | No clasificó                   | No clasificó                   | No clasificó                   | No clasificó                   |
| 2018                   | No clasificó                   | No clasificó                   | No clasificó                   | No clasificó                   | No clasificó                   | No clasificó                   | No clasificó                   |
| 2022                   | No clasificó                   | No clasificó                   | No clasificó                   | No clasificó                   | No clasificó                   | No clasificó                   | No clasificó                   |
| 2026                   | Por disputarse                 | Por disputarse                 | Por disputarse                 | Por disputarse                 | Por disputarse                 | Por disputarse                 | Por disputarse                 |
| 2030                   | Por disputarse                 | Por disputarse                 | Por disputarse                 | Por disputarse                 | Por disputarse                 | Por disputarse                 | Por disputarse                 |
| 2034                   | Por disputarse                 | Por disputarse                 | Por disputarse                 | Por disputarse                 | Por disputarse                 | Por disputarse                 | Por disputarse                 |
| Total                  | 0/22                           | -                              | -                              | -                              | -                              | -                              | -                              |

### Copa Africana de Naciones
| Copa Africana de Naciones | Copa Africana de Naciones | Copa Africana de Naciones | Copa Africana de Naciones | Copa Africana de Naciones | Copa Africana de Naciones | Copa Africana de Naciones | Copa Africana de Naciones |
| Año                       | Ronda                     | J                         | G                         | E                         | P                         | GF                        | GC                        |
| ------------------------- | ------------------------- | ------------------------- | ------------------------- | ------------------------- | ------------------------- | ------------------------- | ------------------------- |
| 1957                      | Subcampeón                | 1                         | 0                         | 0                         | 1                         | 0                         | 4                         |
| 1959                      | Tercer lugar              | 2                         | 0                         | 0                         | 2                         | 0                         | 5                         |
| 1962                      | Campeón                   | 2                         | 2                         | 0                         | 0                         | 8                         | 4                         |
| 1963                      | Cuarto lugar              | 3                         | 1                         | 0                         | 2                         | 4                         | 7                         |
| 1965                      | Fase de grupos            | 2                         | 0                         | 0                         | 2                         | 1                         | 9                         |
| 1968                      | Cuarto lugar              | 5                         | 3                         | 0                         | 2                         | 8                         | 6                         |
| 1970                      | Fase de grupos            | 3                         | 0                         | 0                         | 3                         | 3                         | 12                        |
| 1972                      | No clasificó              | No clasificó              | No clasificó              | No clasificó              | No clasificó              | No clasificó              | No clasificó              |
| 1974                      | No clasificó              | No clasificó              | No clasificó              | No clasificó              | No clasificó              | No clasificó              | No clasificó              |
| 1976                      | Fase de grupos            | 3                         | 1                         | 1                         | 1                         | 4                         | 3                         |
| 1978                      | No clasificó              | No clasificó              | No clasificó              | No clasificó              | No clasificó              | No clasificó              | No clasificó              |
| 1980                      | No clasificó              | No clasificó              | No clasificó              | No clasificó              | No clasificó              | No clasificó              | No clasificó              |
| 1982                      | Fase de grupos            | 3                         | 0                         | 1                         | 2                         | 0                         | 4                         |
| 1984                      | No clasificó              | No clasificó              | No clasificó              | No clasificó              | No clasificó              | No clasificó              | No clasificó              |
| 1986                      | Se retiró                 | Se retiró                 | Se retiró                 | Se retiró                 | Se retiró                 | Se retiró                 | Se retiró                 |
| 1988                      | Se retiró                 | Se retiró                 | Se retiró                 | Se retiró                 | Se retiró                 | Se retiró                 | Se retiró                 |
| 1990                      | No clasificó              | No clasificó              | No clasificó              | No clasificó              | No clasificó              | No clasificó              | No clasificó              |
| 1992                      | Se retiró                 | Se retiró                 | Se retiró                 | Se retiró                 | Se retiró                 | Se retiró                 | Se retiró                 |
| 1994                      | No clasificó              | No clasificó              | No clasificó              | No clasificó              | No clasificó              | No clasificó              | No clasificó              |
| 1996                      | No clasificó              | No clasificó              | No clasificó              | No clasificó              | No clasificó              | No clasificó              | No clasificó              |
| 1998                      | No clasificó              | No clasificó              | No clasificó              | No clasificó              | No clasificó              | No clasificó              | No clasificó              |
| 2000                      | Se retiró                 | Se retiró                 | Se retiró                 | Se retiró                 | Se retiró                 | Se retiró                 | Se retiró                 |
| 2002                      | No clasificó              | No clasificó              | No clasificó              | No clasificó              | No clasificó              | No clasificó              | No clasificó              |
| 2004                      | No clasificó              | No clasificó              | No clasificó              | No clasificó              | No clasificó              | No clasificó              | No clasificó              |
| 2006                      | No clasificó              | No clasificó              | No clasificó              | No clasificó              | No clasificó              | No clasificó              | No clasificó              |
| 2008                      | No clasificó              | No clasificó              | No clasificó              | No clasificó              | No clasificó              | No clasificó              | No clasificó              |
| 2010                      | Descalificado             | Descalificado             | Descalificado             | Descalificado             | Descalificado             | Descalificado             | Descalificado             |
| 2012                      | No clasificó              | No clasificó              | No clasificó              | No clasificó              | No clasificó              | No clasificó              | No clasificó              |
| 2013                      | Fase de grupos            | 3                         | 0                         | 1                         | 2                         | 1                         | 7                         |
| 2015                      | No clasificó              | No clasificó              | No clasificó              | No clasificó              | No clasificó              | No clasificó              | No clasificó              |
| 2017                      | No clasificó              | No clasificó              | No clasificó              | No clasificó              | No clasificó              | No clasificó              | No clasificó              |
| 2019                      | No clasificó              | No clasificó              | No clasificó              | No clasificó              | No clasificó              | No clasificó              | No clasificó              |
| 2021                      | Fase de grupos            | 3                         | 0                         | 1                         | 2                         | 2                         | 6                         |
| 2023                      | No clasificó              | No clasificó              | No clasificó              | No clasificó              | No clasificó              | No clasificó              | No clasificó              |
| 2025                      | No clasificó              | No clasificó              | No clasificó              | No clasificó              | No clasificó              | No clasificó              | No clasificó              |
| 2027                      | Por definir               | Por definir               | Por definir               | Por definir               | Por definir               | Por definir               | Por definir               |
| Total                     | 11/35                     | 30                        | 7                         | 4                         | 19                        | 31                        | 67                        |

## Selección local

### Campeonato Africano de Naciones
| Campeonato Africano de Naciones | Campeonato Africano de Naciones | Campeonato Africano de Naciones | Campeonato Africano de Naciones | Campeonato Africano de Naciones | Campeonato Africano de Naciones | Campeonato Africano de Naciones | Campeonato Africano de Naciones |
| Año                             | Ronda                           | J                               | G                               | E                               | P                               | GF                              | GC                              |
| ------------------------------- | ------------------------------- | ------------------------------- | ------------------------------- | ------------------------------- | ------------------------------- | ------------------------------- | ------------------------------- |
| 2009                            | No participó                    | No participó                    | No participó                    | No participó                    | No participó                    | No participó                    | No participó                    |
| 2011                            | Se retiró                       | Se retiró                       | Se retiró                       | Se retiró                       | Se retiró                       | Se retiró                       | Se retiró                       |
| 2014                            | Fase de grupos                  | 3                               | 0                               | 0                               | 3                               | 0                               | 4                               |
| 2016                            | Fase de grupos                  | 3                               | 0                               | 1                               | 2                               | 1                               | 5                               |
| 2018                            | No clasificó                    | No clasificó                    | No clasificó                    | No clasificó                    | No clasificó                    | No clasificó                    | No clasificó                    |
| 2021                            | No clasificó                    | No clasificó                    | No clasificó                    | No clasificó                    | No clasificó                    | No clasificó                    | No clasificó                    |
| 2023                            | Fase de grupos                  | 3                               | 0                               | 1                               | 2                               | 1                               | 4                               |
| 2025                            | No clasificó                    | No clasificó                    | No clasificó                    | No clasificó                    | No clasificó                    | No clasificó                    | No clasificó                    |
| Total                           | 3/8                             | 9                               | 0                               | 2                               | 7                               | 2                               | 13                              |

## Últimos partidos y próximos encuentros
Actualizado al último partido jugado el 25 de diciembre de 2024
| Fecha      | Ciudad       | Local        | Resultado | Visitante         | Competición                            |
| ---------- | ------------ | ------------ | --------- | ----------------- | -------------------------------------- |
| 21-11-2023 | El Jadida    | Etiopía      | 0:3       | Burkina Faso      | Clasificación Copa Mundial 2026        |
| 21-03-2024 | Addis Ababa  | Etiopía      | 1:2       | Lesoto            | Partido amistoso                       |
| 06-06-2024 | Bisáu        | Guinea-Bisáu | 0:0       | Etiopía           | Clasificación Copa Mundial 2026        |
| 09-06-2024 | El Yadida    | Yibuti       | 1:1       | Etiopía           | Clasificación Copa Mundial 2026        |
| 04-09-2024 | Dar es-Salam | Tanzania     | 0:0       | Etiopía           | Clas. Copa Africana de Naciones 2025   |
| 09-09-2024 | Dar es-Salam | Etiopía      | 0:2       | Rep. D. del Congo | Clas. Copa Africana de Naciones 2025   |
| 10-10-2024 | Abiyán       | Guinea       | 4:1       | Etiopía           | Clas. Copa Africana de Naciones 2025   |
| 15-10-2024 | Abiyán       | Etiopía      | 0:3       | Guinea            | Clas. Copa Africana de Naciones 2025   |
| 16-11-2024 | Kinsasa      | Etiopía      | 0:2       | Tanzania          | Clas. Copa Africana de Naciones 2025   |
| 19-11-2024 | Kinsasa      | R.D. Congo   | 1:2       | Etiopía           | Clas. Copa Africana de Naciones 2025   |
| 22-12-2024 | Bengasi      | Sudán        | 2:0       | Etiopía           | Clasificación Campeonato Africano 2025 |
| 25-12-2024 | Bengasi      | Etiopía      | 1:2       | Sudán             | Clasificación Campeonato Africano 2025 |
| 21-03-2025 | Casablanca   | Etiopía      | -:-       | Egipto            | Clasificación Copa Mundial 2026        |
| 24-03-2025 | El Yadida    | Etiopía      | -:-       | Yibuti            | Clasificación Copa Mundial 2026        |

## Palmarés
- Copa Africana de Naciones (1): 1962.
- Copa CECAFA (4): 1987, 2001, 2004 y 2005.

## Entrenadores
- Slavoljub Kodrnja[1]
- Jiří Starosta (1959)[2]
- Slavko Milošević (1961)
- Ydnekatchew Tessema (1962)[3]
- Slavko Milošević (1962)[4]
- Luciano Vassallo (1969–1970)
- Peter Schnittger (1974–1976)
- Mengistu Worku (1982)[5]
- Mengistu Worku (1987)[6]
- Klaus Ebbighausen (1987)[7][8]
- Kassahun Teka (1992–1993)
- Gebregiorgis Getahun (1993)[9]
- Kassahun Teka (1994-1995)
- Seyoum Abate (1996)
- Kassahun Teka (1997)
- Seyoum Abate (1998–2000)
- Asrat Haile (2001)[10]
- Jochen Figge (2002–2003)[11][12][13]
- Asrat Haile (interino- 2003)[13][14]
- Seyoum Kebede (2003–2004)[14]
- Asrat Haile (2004)[15]
- Sewnet Bishaw (2004–2006)
- Seyoum Abate (2006)
- Diego Garzitto (2006–2007)[16]
- Tesfaye Fetene (2007)
- Tsegaye Desta (2007)
- Abraham Teklehaimanot (2008–2010)[17]
- Iffy Onoura (2010-2011)[18][19]
- Tom Saintfiet (2011)[20][21]
- Sewnet Bishaw (2011-2014)[22][23]
- Mariano Barreto (2014–2015)[24][25]
- Yohannes Sahle (2015–2016)[26]
- Gebremedhin Haile (interino- 2016)[27]
- Ashenafi Bekele (2017)[28]
- Abraham Mebratu (2018–2020)[29]
- Wubetu Abate (2020–2023)[30]
- Daniel Gebremariam (2023)
- Gebremedhin Haile (2023-presente)

## Jugadores

### Última convocatoria
Lista de jugadores para la clasificación para la Copa Africana de Naciones de 2023.
| No. | Pos. | Jugador           | Fecha de nacimiento (edad)        | Apa. | Goles | Club                |
| --- | ---- | ----------------- | --------------------------------- | ---- | ----- | ------------------- |
| 22  | POR  | Seid Habtamu      | 5 de abril de 1998 (27 años)      | 5    | 0     | Adama City          |
| 21  | POR  | Bahiru Negash     | 11 de mayo de 1997 (28 años)      | 0    | 0     | Saint George        |
| 1   | POR  | Biniam Genetu     | 17 de agosto de 2002 (22 años)    | 0    | 0     | Wolaitta Dicha      |
| 15  | DEF  | Aschalew Tamene   | 22 de noviembre de 1991 (33 años) | 69   | 3     | Fasil Kenema        |
| 16  | DEF  | Yared Bayeh       | 22 de enero de 1995 (30 años)     | 40   | 1     | Bahir Dar Kenema    |
| 20  | DEF  | Ramadan Yusef     | 12 de febrero de 2001 (24 años)   | 39   | 1     | Saint George        |
| 5   | DEF  | Million Solomon   | 13 de abril de 1997 (28 años)     | 9    | 0     | Adama City          |
| 14  | DEF  | Henok Adugna      | 28 de octubre de 1995 (29 años)   | 8    | 0     | Saint George        |
| 13  | DEF  | Firaol Mengistu   | 31 de julio de 2000 (24 años)     | 0    | 0     | Bahir Dar Kenema    |
| 6   | DEF  | Amanuel Terfa     | 23 de enero de 2003 (22 años)     | 0    | 0     | Saint George        |
| 2   | DEF  | Alembirhan Yigzaw | 3 de enero de 2001 (24 años)      | 0    | 0     | Fasil Kenema        |
| 18  | MED  | Shimelis Bekele   | 17 de octubre de 1990 (34 años)   | 80   | 15    | ENPPI               |
| 8   | MED  | Amanuel Yohannes  | 14 de marzo de 1999 (26 años)     | 35   | 0     | Ethiopian Coffee    |
| 10  | MED  | Beneyam Belay     | 18 de julio de 1998 (26 años)     | 28   | 0     | Saint George        |
| 19  | MED  | Kenean Markneh    | 30 de marzo de 1998 (27 años)     | 20   | 2     | Defence Force       |
| 17  | MED  | Abebayehu Achiso  | 17 de abril de 2002 (23 años)     | 1    | 0     | Wolaitta Dicha      |
| 23  | MED  | Alelign Azene     | 10 de enero de 1998 (27 años)     | 0    | 0     | Bahir Dar Kenema    |
| 4   | MED  | Wogene Gezahegn   | 5 de julio de 2006 (18 años)      | 1    | 0     | Ethiopian Insurance |
| 7   | DEL  | Duresa Shubisa    | 9 de febrero de 2003 (22 años)    | 4    | 0     | Bahir Dar Kenema    |
| 9   | DEL  | Yosef Tarekegn    | 13 de abril de 2005 (20 años)     | 4    | 0     | Adama City          |
| 3   | DEL  | Abel Mamush       | 13 de mayo de 2003 (22 años)      | 1    | 0     | CBE SA              |
| 12  | DEL  | Biruk Mulugeta    | 24 de mayo de 2003 (22 años)      | 0    | 0     | Ethiopian Insurance |
| 11  | DEL  | Habtamu Tadesse   | 3 de noviembre de 1999 (25 años)  | 0    | 0     | Bahir Dar Kenema    |